# Onthophagus sellatus
Onthophagus sellatus é uma espécie de inseto do género Onthophagus, família Scarabaeidae, ordem Coleoptera.
Foi descrita cientificamente por Klug em 1845.